# كم يونغ سام
كم يونغ سام (بالهانغل: 김영삼، وبالهانجا: 金泳三). (وُلد 20 ديسمبر 1927 وتوفي 22 نوفمبر 2015) هو سياسي كوري جنوبي وناشط ديمقراطي، والرئيس السابع لجمهورية كوريا الجنوبية من 1993 حتى 1998. وكان من سنة 1961 وعلى مدار ثلاثين عامًا قائدًا للمعارضة في كوريا الجنوبية، ومعاديًا لسُلطتَي الرئيس باك تشونغ هي والرئيس تشون دو هوان.
انتُخب كم رئيسًا في سنة 1992 ليصبحَ أولَ رئيس مدني في حِقبة تجاوزت ثلاثين عامًا. وابتدأ عمله في 25 فبراير 1993 وخدم مدَّة خمس سنوات في ولاية واحدة. وفي أثناء ولايته قادَ حملةً على الفساد، واعتقل الرئيسَين السابقين له، وبدأ في سياسة تدويل عُرفت باسم «سيغيهوا».

## وصلات خارجية
- كم يونغ سام على موقع الموسوعة البريطانية (الإنجليزية)
- كم يونغ سام على موقع مونزينجر (الألمانية)
- كم يونغ سام على موقع إن إن دي بي (الإنجليزية)
- متحف كم يونغ سام التذكاري.

| سبقه نو تاي وو | رئاسة كوريا الجنوبية 25 فبراير 1993 ~ 25 فبراير 1998 | تبعه كم داي جنغ |